# Słońcolubek
Słońcolubek (Dinothenarus) – rodzaj chrząszczy z rodziny kusakowatych i podrodziny kusaków.
Takson ten został wprowadzony w 1858 roku przez Carla Gustafa Thomsona. Dawniej traktowany był jako podrodzaj w rodzaju Staphylinus.
Chrząszcze o wydłużonym, z wierzchu marmurkowo owłosionym ciele. Głowę mają w zarysie czworokątną z silnie zaokrąglonymi kątami tylnymi, gęsto i silnie punktowaną, zaopatrzoną w ustawione skośnie do jej podłużnej osi oczy oraz krótkie, krępe i od szóstego członu wyraźnie rozszerzone czułki. Aparat gębowy ma dwupłatową wskutek głębokiego wykrojenia wargę górną, krępe żuwaczki z podłużną bruzdą na nasadowym odcinku zewnętrznej krawędzi oraz głaszczki szczękowe o ostatnim członie dłuższym i węższym niż poprzedni. Przedtułów cechuje się słabo zesklerotyzowanymi epimerami trójkątnego kształtu oraz dobrze zaznaczoną górną krawędzią epipleury przedplecza. Śródpiersie ma krótki, ku szczytowi zwężony i tam zaokrąglony wyrostek międzybiodrowy. Odwłok ma tylny brzeg piątego tergitu z jasną, błoniastą obwódką. Zapiersie i sternity odwłoka gęsto porastają kredowobiałe włoski. Przednia para odnóży ma u obu płci rozszerzone stopy, a środkowa i tylna uzbrojone w kolce golenie.
Przedstawiciele rodzaju występują w krainach: palearktycznej, nearktycznej i orientalnej. W Polsce stwierdzono 2 gatunki (zobacz też: kusakowate Polski)
Do rodzaju tego należy 28 opisanych gatunków, w tym:

- Dinothenarus amisadaiae Santaiago-Jiménez, 2008
- Dinothenarus arrosus (Eppelsheim, 1890)
- Dinothenarus badipes (LeConte, 1863)
- Dinothenarus capitatus (J. Bland, 1864)
- Dinothenarus choui Smetana, 1992
- Dinothenarus chrysocomus (Mannerheim, 1830)
- Dinothenarus coiffaiti Bordoni, 1977
- Dinothenarus dehradunensis (Bernhauer, 1915)
- Dinothenarus flavocephalus (Goeze, 1777)
- Dinothenarus fossor (Scopoli, 1771) – słońcolubek złotowłos
- Dinothenarus ganglbauerianus (Bernhauer, 1939)
- Dinothenarus insignis (G. Müller, 1926)
- Dinothenarus kiautschauensis (Bernhauer, 1916)
- Dinothenarus krejcii (Coiffait, 1984)
- Dinothenarus luteipes (LeConte, 1861)
- Dinothenarus nigrellus (Horn, 1879)
- Dinothenarus pleuralis (LeConte, 1861)
- Dinothenarus prainae (Eppelsheim, 1895)
- Dinothenarus pubescens (De Geer, 1774) – słońcolubek plugojad
- Dinothenarus ruficeps (Cameron, 1932)
- Dinothenarus sagaris Smetana, 1992
- Dinothenarus saphyrinus (LeConte, 1861)
- Dinothenarus sibiricus (Gebler, 1829)
- Dinothenarus szechuanensis (Bernhauer, 1935)
- Dinothenarus xanthocephalus (Kraatz, 1859)